# George Vâlsan
George Vâlsan, Gheorghe Vâlsan (ur. 24 stycznia 1885, zm. 6 sierpnia 1935) – rumuński geograf, etnograf, poeta.
Syn pracownika kolejowego. Pracował na Uniwersytecie w Klużu. Od 1920 r. członek Akademii Rumuńskiej. Przyczynił się do otwarcia w 1926 r. katedry etnografii na Uniwersytecie w Klużu, której został kierownikiem.
Przeciwnik determinizmu geograficznego F. Ratzla.

## Wybrane publikacje
- O știință nouă: etnografia (1927)[2]